# Montier
Montier – jednostka osadnicza w Stanach Zjednoczonych, w stanie Missouri, w hrabstwie Shannon.